# Barre des Écrins
Barre des Écrins (4102 m n. m.) je nejvyšší hora Dauphineských Alp. Leží ve východní Francii v regionu Provence-Alpes-Côte-d'Azur v departementu Hautes-Alpes. Je to směrem od jihu první alpská čtyřtisícovka. Při výstupu na vrchol možno využít chaty Refuge Glacier Blanc (2550 m n. m.) a Refuge des Écrins (3170 m n. m.). Pod horou se nachází ledovec Glacier Blanc.
Do roku 1860, kdy bylo k Francii připojeno Savojsko, byl Barre des Écrins nejvyšší horou Francie. Jako první na vrchol vystoupili 25. června 1864 Edward Whymper, Michel Croz, A.W. Moore, Horace Walker a C. Almer.